# Slaget vid Pyhäjoki
Slaget vid Pyhäjoki var ett slag under finska kriget 1808–1809. Slaget stod mellan svenska och ryska styrkor den 16 april 1808 vid Pyhäjoki.

## Bakgrund
Under reträtten från Tavastehus mot Uleåborg uppstod ett antal mindre träffningar. Klockan 04:00 hann en rysk styrka under befäl av Jakov Petrovitj Kulnev upp den 3:e brigaden under befäl av Hans Henrik Gripenberg vid Ypperi och en mindre träffning uppstod där de numerärt mindre svenska trupperna snart retirerade mot Pyhäjoki. Där befann sig överbefälhavare Wilhelm Mauritz Klingspor som, under press ifrån sin generaladjutant Gustaf Löwenhielm, beslutade att hålla stånd mot de ryska styrkorna för att undanskaffa trossen. Vid Virets torp, 3 kilometer söder om Pyhäjoki, ställde Nylands infanteriregemente under befäl av Georg Carl von Döbeln upp medan Tavastehus läns infanteriregemente ställde upp på flyglarna under befäl av Odert Reinhold von Essen och Reinhold Wilhelm Gripenberg. Löwenhielm var befälhavare för alla trupperna och ledde det hela.

## Slaget
Efter att Kulnevs ryska styrkor åter hunnit upp svenskarna vid Virets torp uppstod snart skottväxling mellan vardera sida. Vid klockan 09:00 anlände trupper från Åbo läns infanteriregemente under befäl av Carl Joachim Fock för att avlösa Nylands infanteriregemente och Tavastehus läns infanteriregemente, dock kvarstannade von Döbeln. Under tiden som detta pågick hade även 800 kosacker gått över havsisen med avsikten att kringgå den svenska ställningen. Löwenhielm beordrade då dit tre skvadroner dragoner om totalt 80 man under befäl av Johan Wensel Rotkirch av vilka 12 dragoner under befäl av Johan Fredrik Ulrik af Forselles uppställdes för att förhindra kosackernas anfall. Af Forselles skriver att "Sedan jag intagit min ställning upphörde kosackerna att framtränga, men samlades till 70 à 80 man, alltid rörande sig i lunk på 150 alnars afstånd ifrån mig. I denna ställning en lång halftimma, hvarunder jag befarade mången gång att blifva bortblåst med min lilla kommendering, dock som jag var van att med dem umgås nästan dagligen vid fältvakter, rekognosceringar, patrulleringar, arrièr- och avantgarden, så misströstade jag icke, utan uppehöll kosackerna". Snart bestämde sig Löwenhielm för att genomföra ett anfall emot de numerärt större kosackerna vilket resulterade i att han sårades och blev tillfångatagen. Även Herman Fleming, chefen för Åbo läns infanteriregemente, förlorades när en granat berövade honom ena benet vilket resulterade i att han senare avled i Brahestad. När trossen var i säkerhet fortsatte reträtten norrut mot Uleåborg.

## Följder
Även om slaget var en förlust resulterade det i att svenska soldater fick större hopp om seger eftersom man bevisat att man kunde stå emot ryska styrkor efter att ha ständigt retirerat tidigare. Förlusten av Löwenhielm resulterade även i att Carl Johan Adlercreutz blev utsedd till generaladjutant, i vilken befattning han kom att leda den svenska huvudarmén under kriget i Österbotten. I hans ställe blev von Döbeln chef för 2:a brigaden.